# Une journée à Disney
Une journée à Disney, est une série américaine de documentaires en continu, composée de courts épisodes, produite par Disney Publishing Worldwide et Endeavor Content pour Disney+. La série s’inscrit dans la continuité du film documentaire du même nom. Les 51 courts épisodes, d’une durée de 5 à 7 minutes, sortent chaque semaine depuis ses débuts le 6 décembre 2019.

## Prémisse
Le documentaire est une série de courts métrages. Chaque épisode suit un travail différent d’employé de The Walt Disney Company.

## Réception
Common Sense Media a évalué le documentaire 3 étoiles sur 5, en déclarant : « Le contenu n’est pas un festival de sensations fortes, mais le format de vignette fonctionne à l’avantage des préadolescents et des adolescents qui pourraient vouloir voir comment la magie est faite dans les coulisses. Qui plus est, le spectacle inspire le respect pour une grande variété de carrières et de talents et démontre comment le travail d’équipe et la résolution de problèmes efficace sont essentiels à la réussite de Disney. ».